# Степанско
Степанско — деревня в Гдовском районе Псковской области России. Входит в состав Чернёвской волости.
Расположена в 15 км к юго-востоку от волостного центра Чернёво, в 0,5 км к западу от озера Ужово (располагающемся в Плюсском районе у пересечения границ с Гдовским и Стругокрасненским районами).

## Население
Численность населения деревни на 2000 год составляла 2 человека, по переписи 2002 года — 8 человек.